# Etiopiencistikola
Etiopiencistikola (Cisticola lugubris) är en fågel i familjen cistikolor inom ordningen tättingar.

## Utbredning och systematik
Den förekommer i Etiopien och Eritrea. Vissa behandlar den som en underart till rostvingad cistikola (C. galactotes).

## Status
Arten har ett stort utbredningsområde och internationella naturvårdsunionen IUCN kategoriserar arten som livskraftig. Beståndsutvecklingen är dock oklar.